# Haoni
Haoni (grško Χάονες, Háones, albansko Kaonët) so bili staroveško grško pleme, naseljeno na severozahodu sedanje Grčije in južni Albaniji. Skupaj z Molosi na jugu in Tesproti na jugozahodu so tvorili glavnino severozahodnih grških plemen. Severno od Haonov so živela ilirska plemena. Po pisanju rimskega pesnika Vergilija so ime dobili po svojem praočetu Haonu. V 5. stoletju pr. n. št. so podjarmili in se v veliki meri pomešali s sosednjimi Tesproti in Molosi in bili do leta 170 pr. n. št. člani Epirske zveze, potem pa je njihovo ozemlje k svojemu priključila Rimska republika.

## Zgodovina
Po Strabonu so bili Haoni (ob  Molosih) najbolj znani med štirinajstimi epirskimi plemeni in so nekoč vladali nad celotnim Epirom. Peripel Psevdo-Slilaka jasno ločuje Haone in njihove severne sosede,  ilirska plemena, naseljena ob jonski obali in njenem zaledju. Epirska grška plemena so bila naseljena na ravnini okoli Korče in v dolini reke Erigon.
Nekatera haonska plemena so v bronasti dobi ali proti koncu bronaste dobe pokopavale v gomilnih grobovih. Takšna praksa se je nadaljevala tudi v železni dobi. Po letu 650 pr. n. št. se je oblast Haonov razširila na ozemlje  južno od Ohridskega in Prespanskega jezera. Njihovo najbolj severno pleme so bili Dasareti.  V tem času so imeli Haoni najmočnejšo plemensko državo v Epirju. Kasneje so vodilno vlogo prevzeli Molosi. Haoni so takrat izgubili nekaj pašnikov, vendar so obdržali oblast na ozemlju od pogorja Gramosa (antični Boion)  do pokrajin jugozahodno od Ohridskega in Prespanskega jezera. Izgubili so tudi nekaj pokrajin na severu, zlasti južni del Malakastrske ravnine do grške kolonije Apolonija in do ozemlja ilirskih Tavlantov.
Zdi se, da so bili odnosi med Haoni in  Iliri včasih tudi sovražni. Polibij pripoveduje o uničujočem napadu Ilirov  leta 230 pr. n. št. na haonsko prestolnico Fenike. Incident je imel velike politične posledice, ker so Iliri številne rimske mestne trgovce oropali, pobili ali zasužnjili. Rimska republika je zato naslednje leto začela prvo od dveh ilirskih vojn.

## Politična ureditev
Haoni so živeli v kata komas (grško Κατά Κώμας), skupinah vasi, ki niso bile organizirane kot polis, čeprav so se imenovale polis. V 5. stoletju pr. n. št. so imeli svojo plemensko državo.
Aristofan je ime njihovega plemena uporabil kot besedno igro, da bi ponazoril kaos v atenski zunanje politiki. Po Tukididovem mnenju so svoje voditelje izbirali vsako leto. Dva od njih, Fotija in Nikanorja, omenja kot osebi "iz vladajoče rodbine". V 4. stoletju pr. n. št. so Haoni, kot večina grških plemenskih držav v tistem času,  za opis svojih voditeljev uvedli naslov prostat (grško προστάτης, prostátis, vladar). Imenovali so jih tudi gramateus (grško Γραμματεύς, "tajnik"), demiurgoi (grško δημιουργοί, "ustvarjalci"), hieromnemones (grško ἱερομνήμονες, "svetega spomina") in sinarhonte (grško συνάρχοντες, "sovladarji ").
Povezave z drugimi epirskimi plemeni (grško φυλαί, phylaí) so bile ohlapne, tudi s Tesproti in Molosi. Pridružili so se Epirski zvezi, ustanovljeni leta 325/320 pr. n. št. Epirska zveza je bila ohlapna zvezna država, ki je bila do poraza v vojni z Rimsko republiko leta 170 pr. n. št. glavna sila v regiji. Sodobni napisi v Butrotumu (Butrint) kažejo, da so v 2. stoletju pr. n. št. oblast v Haonov v mestu prevzeli Prasebi.
Versko središče vseh epirskih plemen je bila Dodona, ki je bila hkrati eno od glavnih preročišč v grškem svetu.

## Geografija
Haonija ali Haon (starogrško Χαονία ali Χάων) je bilo ime severozahodnega dela Epirja. Strabon v svoji Geografiji umešča Haonijo med Keraunske gore (južna Albanija) na severu in reko Tiamis na jugu. Prestolnica in najpomembnejše mesto Haonov je bila Fenike. Moč Haonov je bila dovolj velika, da so preprečili ustanavljanje grških kolonij in mestnih držav na obali Haonije.

## Jezik
Veliko grških krajevnih imen z arhaičnimi značilnostmi, najdenih na širšem ozemlju Haonov, kaže, da so govorili protogrški jezik in da so se v Haonijo naselili med selitvami v pozni bronasti dobi na koncu 3. in začetku 2. tisočletja pr. n. št., morda celo nekaj stoletij ali celo tisočletje prej. Sodobni znanstveniki na  splošno soglašajo, da so bili Haoni grško govoreči prebivalci Epirja, ki so govorili severozahodno dorsko narečje stare grščine, podobno kot v Etoliji, Fokidi in nekaterih drugih regijah. Mnenje potrjujejo razpoložljivi epigrafski dokazi v Epirju.
Eugene Borza trdi, da so Molosi izvirali iz pragrških plemen, ki so naselila severozahodno Grčijo okoli 2.600 pr. n. št. Hammond trdi, da so Haoni in druga epirska plemena govorili grščino vsaj od grške mračne dobe (1100-800 pr. n. št.). Psevdo-Skilaksov opis grškega sveta v obdobju okoli 380-360 pr. n. št. kaže, da niso govorili ilirsko, medtem ko je Hammond trdil, da njihov vstop v Epirsko ligo leta 330 pr. n. št. dokazuje, da so govorili grško. Haonski napisi (vsi v grščini) so se začeli pojavljati okoli leta 329 pr. n. št.
Tukidid jih opisuje kot "barbare" (grško barbaroi),  medtem ko je "vladajoča družina" (τό άρχικόν γένος) domnevno imela grška imena.  Crossland trdi, da Tukididovo pisanje kaže, da v njegovam času plemena severno od Amfilohije niso govorila grško, čeprav so že bila pod močnim grškim vplivom in so v 4. stoletju pr. n. št. privzela grški jezik. Hammond po drugi strani trdi, da so grško govorila že pred Tukididom, vendar v napisih niso zakoj privzela grških imen. Jezik, ki so ga govorila pred tem, morda ni bil niti ilirski niti grški. Grški  govor, vključno z epirskim,  je očitno  veliko bolj vplival na sosednja ilirska plemena kot obratno. 

## Mitološko poreklo
Haoni so trdili, da je njihova kraljevska hiša trojanskega porekla. Za njihovega praočeta so šteli istoimenskega junaka Haona (starogrško Χάων), ki je dal ime tudi njihovi deželi. Zgodbe niso jasne in iz njih ni povsem razvidno ali je bil Haon prijatelj ali brat Helena, sina Priama Trojanskega. Ne glede na to je vsekakor spremljal Helena na dvor Ahilovega sina Neoptolema, zaslužnega za ustanovitev mesta Butrotum (Butrint). Enako nejasne kot zgodbe o njegovem odnosu do Helena so nejasne tudi zgodbe o njegovi smrti. Haon je bodisi umrl v nesreči na lovu bodisi se je med epidemijo žrtvoval bogovom in tako rešil življenja svojih rojakov. V obeh primerih je vladar države postal Helen in del kraljestva poimenoval po Haonu. Da imajo trojanske prednike so trdili tudi sosedje Haonov Molosi iz Tesproti.  Domneva se, da je haonski mit o trojanskem poreklu morda nastal kot odgovor na samoopredelitev Molosov in Tesprotov.

## Znani Haoni
- Fotij in Nikanor, vodji Haonov med peloponeško vojno (okoli 431–421 pr. n. št.)
- Dorops (Δόροψος), teorodokos v Epidavru (sedanji Cavtat, okoli 365 pr. n. št.)[30]
- Antanor (sin Evtimida), proksen v Delfih (325–275 pr. n. št)[31]
- Pevkest, proksen v Tireju, Akarnija (3. stoletje pr. n. št.)[32]
- Mirtil, uradnik, ki je dal Beotu Kalimelu  odlok o zapuščini (pozno 3. stoletje pr. n. št.)[33]
- Boisk (sin Mesaneja), prostat (pozno 3. stoletje pr. n. št.)[34]
- Likid (sin Helinosa), prostat (okoli 232–168 pr. n. št.)[35]
- -tos (sin Lizija), zmagovalec v rokoborbi na Panatenskih igrah (194/193 pr. n. št.)[36]
- Harops, oče Mahata, očeta Haropsa mlajšega, prorimski politik (2. stoletje pr. n. št.)[37]